# InterWorld
InterWorld é um romance de ficção científica e de fantasia de Neil Gaiman e Michael Reaves, originalmente concebido como uma série de televisão que foi rejeitada. O livro foi publicado em 2007 pela EOS, uma editora associada à HarperCollins Publishers. Segue a história de Joey Hacker que, em conjunto com um grupo de Joeys de diferentes Terras de universos paralelos, tenta impedir as duas forças da magia e da ciência de invadirem e dominarem as Terras de diferentes universos. Este é o primeiro de uma trilogia de livros e o único escrito por Neil Gaiman e Michael Reaves.
A edição brasileira do livro foi publicada em 2014 pela editora Rocco.

## Resumo
Joey Harker é um aluno de liceu normal que vive em Greenville. Ele tem dificuldades em encontrar o seu caminho dentro da própria casa e ainda mais na sua vila. Numa visita de estudo organizada pelo seu professor de Estudos Sociais, Mr. Dimas, Joey perde-se numa cidade desconhecida. Depois entra num estranho nevoeiro e quando consegue sair dele, descobre que tudo está mudado. Todos os carros têm cores garridas e as sirenes dos carros da polícia são verdes e amarelas. Ele regressa a casa e descobre que já não existe.
Joey acaba por descobrir que consegue viajar entre universos paralelos, um poder que o torna um alvo dos exércitos da magia e da ciência que o querem utilizar para os seus próprios propósitos. Joey terá de decidir se quer regressar à sua vida ou juntar-se a uma batalha que impeça que estes exércitos dominem as Terras de diferentes universos.

## Continuações
O segundo livro da série InterWorld, intitulado The Silver Dream, foi publicado a 23 de abril de 2013. O terceiro e último livro, Eternity's Wheel, foi publicado a 19 de maio de 2015.
Neil Gaiman e Michael Reaves escreveram apenas o primeiro livro da série. Apesar de terem delineado a história das suas continuações, estas foram escritas por Mallory Reaves (filha de Michael).